# Temporada 1891-1892 del Liceu
Durant la temporada 1891-1892, a la primavera de 1892, el públic barceloní del Liceu va gaudir de la veu del tenor Francesco Tamagno a l'Otello, creador del personatge principal de l'òpera a La Scala i per al qual Verdi havia escrit l'òpera.
| Temporada 1891-1892 del Liceu |                          |                     |                   | |           |                      |
| Òpera                         | Compositor               | Director musical    | Director d'escena | Papers principals | Producció | Dates                |
| Carmen                        | Georges Bizet            | Joan Goula          |                   | Carmen Mata/Nadina Bulicioff, Joan Ramis, Alfonso Garulli/Vincenzo Maina, Eugenio Giraldoni/Carbonell Villar Manuel, Concepción Arrieta, Osanna Quarenghi |           | novembre             |
| Aida                          | Giuseppe Verdi           |                     |                   | Carme Bonaplata de Bau/Nadina Bulicioff, Irma Monti-Baldini, Raffaele Grani/Vincenzo Maina, Eugeni Labán, Giuseppe De Grazia                              |           | novembre             |
| La Juive                      | Jacques Fromental Halévy |                     |                   | Teresa Arkel, Osanna Quarenghi, Benedetto Lucignani, Leopoldo Bogino, Pablo Meroles/Josep David                                                           |           | novembre             |
| Tannhäuser                    | Richard Wagner           | Joan Goula          |                   | Teresa Arkel/Erminia Borghi-Mamo, Raffaele Grani/Benedetto Lucignani, Pietro Ughetto, Giuseppe De Grazia                                                  |           | 7 de novembre        |
| Lohengrin                     | Richard Wagner           | Joan Goula          |                   | Carme Bonaplata de Bau, Carmen Mata, Raffaele Grani, Eugeni Labán, Pablo Meroles                                                                          |           | 1 de desembre        |
| La Africana                   | Giacomo Meyerbeer        |                     |                   | Nadina Bulicioff, Osanna Quarenghi, Benedetto Lucignani, Pietro Ughetto, Giuseppe De Grazia                                                               |           | desembre             |
| Der Freischütz                | Carl Maria von Weber     |                     |                   | Erminia Borghi-Mamo, Alfonso Garulli, Pablo Meroles |           | desembre             |
| Lucrezia Borgia               | Vincenzo Bellini         |                     |                   | Erminia Borghi-Mamo, Irma Monti-Baldini, Benedetto Lucignani, Pablo Meroles                                                                               |           | desembre             |
| Hamlet                        | Ambroise Thomas          |                     |                   | Emilia Corsi, Giuseppina Zeppilli-Villani, Roberto Ramini, Ramon Blanchart, Giuseppe Rapp                                                                 |           | abril                |
| La favorita                   | Gaetano Donizetti        | Cleofonte Campanini |                   | Ortensia Synnerberg, Alfonso Garulli, Silla Carobbi, Giuseppe Rapp, Antoni Oliver, Concepción Arrieta                                                     |           | 27 abril / 1, 4 maig |
| Otello                        | Giuseppe Verdi           |                     |                   | Francesco Tamagno, Eva Tetrazzini, Ramon Blanchart |           | abril                |
| Garin                         | Tomás Bretón             | Tomás Bretón        |                   | Eva Tetrazzini, Ortensia Synnerberg, Alfonso Garulli, Silla Carobbi, Giuseppe De Grazia, Constantino Thos                                                 |           | 14 de maig           |